# Подкопаево (Москва)
Подкопа́ево (Подкопа́и) — одно из древнейших поселений вятичей в центре нынешней Москвы на территории восточной части Белого города (урочище Кулишки), памятник археологии с федеральной категорией охраны — «Село Подкопаево (место древнего поселения)».
Адрес памятника археологии: Подкопаевский переулок с прилегающими дворами Малого Ивановского переулка, Большого Трёхсвятительского переулка, Малого Трёхсвятительского переулка и Подколокольного переулка.
На месте древнего села Подкопаева и Кулишек находится Достопримечательное место «Хитровка» со статусом выявленного объекта культурного наследия.

## История
Академик Г. Я. Мокеев полагал, что село Подкопаево образовалось около древнего Копай-городка, находившегося на месте нынешнего Ивановского монастыря, а название Подкопаево производит не от глагола копай, а от слова капь, капище.
«Тогда „Подкопаево“ может указывать на более древнее довятическое святилище неизвестного божества аборигенов-голяди на красивейшем месте излучины Москвы-реки. Защитный городок был построен ильменскими словенами, видимо, в середине IX века при массовом „исходе“ вятичей на Мо́сковь от хазар. При крещении московлян в 1147 году (об этом далее) в Копай-городке была поставлена церковь во имя св. Николая Чудотворца. Возле „Копай-городка“: на речке Рачке возникло село „Подкопаево“. Название села появилось ещё от того, что оно было внизу „под“ этим городком.»
Село Подкопаево два раза упоминается великокняжеским летописцем в 1493 году, когда государь и великий князь Иван III после сильнейшего пожара, истребившего его дворец в Кремле, некоторое время жил у церкви Николы в Подкопаях, пока не был выстроен новый дворец.
«Того же лета (7001), июля 16, во вторникъ, въ 11 часъ дни, зажже громъ с молоньею <…>. А изъ Заречья въ граде загореся князя великого дворъ и великіе княгини и оттоле на Подоле житници загорешяся и дворъ князя великого новой за Архаггеломъ выгоре и митрополичъ дворъ выгоре и оу Пречистые олтарь огоре подъ немецкимъ железомъ и во граде всеа лачюги выгореша, понеже бо не поспеша поставляти хоромъ после вешняго пожара, и церквы Иоаннъ Предтеча оу Боровицкихъ вороть выгоре и западе. И изъ города торгь загореся и оттоле посадъ выгоре возле Москву до Зачатия на Востромъ конць и по Васильевский Лугъ и по Все Святые на Кулишки и Стретенска оулица вся выгоре до Вьсполья и церковь каменаа оу Сретеніе огоре. И много бо тогда людемъ скорбости бысть: больший двою соть человекъ згоре людей, а животовъ бесчислено выгоре. А все то погоре единого полудни, а летописець и старые людие сказывають: какъ Москва стала, таковъ пожарь не бывалъ. Тогда же стоялъ князь великий оу Николы оу Подкопаева, оу Яузы, въ крестьянскихъ дворехъ».
«Въ лето 7002, месяца ноября,<…> въ 10, в недѣлю, вшелъ князь великій в новой дворъ жити въ граде на Москве, а стоялъ после пожара оу Николы оу Подкопаева на крестьяньскихъ дворехъ».
Почвоведческие работы на территории урочища Кулишки, где находилось село Подкопаево, показали,
"<...>что в подошве культурного слоя залегает мощный (до 12—15 см) гумусовый горизонт, формирование которого не могло происходить под сомкнутым пологом леса. Интенсивное гумирование почвы   было вызвано существованием здесь на протяжении длительного времени луга с обильным травостоем. Ни на одном из пяти обследованных пунктов следов древней распашки не обнаружено. По-видимому, пашенное земледелие не было основным занятием населения крупного с. Подкопаева, расположенного в центре урочища. Древнейший слой, обнаруженный в сквере на углу Хохловского и Подкопаевского переулков, датируется XIV веком. Не случайно существование здесь же в конце XV века старых конюшен: для пастбищ и сенокосов были пригодны около 40 га лугов на месте Кулишек и примыкающего к ним Васильевского луга."

## Происхождение названия
По поводу происхождения названий Подкопаи, Подкопаево существует несколько версий.
По одной из них, название Подкопаево могло произойти от фамилии какого-либо Подкопаева, строителя или возобновителя церкви.
Существует, впрочем, следующее предание… Воры собрались похитить из этой церкви имущество и подкопались под стену храма. Через подкоп они влезли в церковь, похитили серебряную ризу с иконы святителя Николая и удалились, но один из них в том подкопе был завален и умерщвлен обвалившимися камнями. Поэтому будто бы и церковь получила наименование «в Подкопаях».
Известен также рассказ, опубликованный Сергеем Нилусом о чудесном избавлении Николаем Чудотворцем купца от разорения. По этому преданию Святитель разрешил купцу сделать подкоп в храм и забрать ризу с его чтимой иконы. А когда купец снова «встал на корень», то изготовил такой же оклад и возвратил его обратно в храм.
Ещё одна версия объясняет название также подкопом, — здесь, у берегов реки Рачки находился карьер для добычи глины. Под асфальтом до сих пор скрываются залежи отменной красной глины.